# Karl Kilbom
Karl Kilbom (8 de mayo de 1885-24 de diciembre de 1961) fue un político comunista sueco.
Fundador del PC sueco, se separó del mismo en 1929 por disentir con el viraje ultraizquierdista y organizó el Partido Comunista Independiente, luego Partido Comunista Sueco.
- Datos: Q1347810
- Multimedia: Karl Kilbom / Q1347810